# Mountain Idylls
Mountain Idylls is een compositie van Alan Hovhaness voor pianosolo. Het werk bestaat uit drie miniaturen:
1. Moon Lullaby (1953)
2. Moon Dance (1949)
3. Mountain Lullaby (1932)

De twee slaapliedjes (lullaby) zijn rustig qua karakter (tempo= largo), terwijl de maandans zeer levendig is.

## Discografie
- Uitgave Koch International: Marvin Rosen met andere pianowerken; verkeerd aangegeven als opus 52
- Uitgave MGM: Marga Richter; verkeerd aangegeven als opus 39.